# Фінал Кубка Іспанії з футболу 1943
Фінал Кубка Іспанії з футболу 1943 — футбольний матч, що відбувся 20 червня 1943 року. У ньому визначився 41-й переможець кубка Іспанії.

## Шлях до фіналу
| Атлетік                      | Атлетік   | Атлетік                  | Раунд       | Реал      | Реал      | Реал                                            |
| ---------------------------- | --------- | ------------------------ | ----------- | --------- | --------- | ----------------------------------------------- |
| Суперник                     | Результат | Матчі                    |             | Суперник  | Результат | Матчі                                           |
| Баракальдо                   | 2–1       | 0–1 на виїзді; 2–0 вдома | 1/16 фіналу | Саламанка | 6–1       | 5–1 вдома; 1–0 на виїзді                        |
| Кастельйон                   | 8–2       | 7–0 вдома; 1–2 на виїзді | 1/8 фіналу  | Еспаньйол | 6–4       | 1–1 на виїзді; 3–3 вдома; 2–0 (нейтральне поле) |
| Атлетіко Авіасьйон де Мадрид | 7–2       | 3–1 на виїзді; 4–1 вдома | 1/4 фіналу  | Херес     | 6–4       | 1–1 на виїзді; 5–3 вдома                        |
| Валенсія                     | 3–2       | 1–0 вдома; 2–2 на виїзді | 1/2 фіналу  | Барселона | 11–4      | 0–3 на виїзді; 11–1 вдома                       |

## Подробиці
| 20 червня 1943 |

| Атлетік (Більбао) | 1:0 дч   | Реал Мадрид |
| ----------------- | -------- | ----------- |
| Сарра 104'        | Протокол |             |

| Метрополітано де Мадрид, Мадрид Глядачів: 50 000 Арбітр: Агустін Круелья |

|  |  |

| В           |  | Раймундо Лесама  |
| З           |  | Ісаак Осеха (к)  |
| З           |  | Сальвадор Аркета |
| ПЗ          |  | Нандо Гонсалес   |
| ПЗ          |  | Роберто Бертоль  |
| ПЗ          |  | Франсіско Селая  |
| Н           |  | Августин Гаїнса  |
| Н           |  | Рафаель Ескудеро |
| Н           |  | Тельмо Сарра     |
| Н           |  | Хосе Луїс Панісо |
| Н           |  | Рафа Іріондо     |
| Тренер:     |  |                  |
| Хуан Уркісу |  |                  |

| В             |  | Гонсало Марса                |
| З             |  | Пепе Корона                  |
| З             |  | Хосе Марія Керехета Альберро |
| ПЗ            |  | Молейро                      |
| ПЗ            |  | Хуан Антоніо Іпінья (к)      |
| ПЗ            |  | Хосе Рамон Сауто             |
| Н             |  | Паскуаль Ботелья             |
| Н             |  | Сабіно Барінага              |
| Н             |  | Пруден                       |
| Н             |  | Чус Алонсо                   |
| Н             |  | Антоніо Альсуа               |
| Тренер:       |  |                              |
| Рамон Енсінас |  |                              |